# Duitse militaire begraafplaats in Weeze
De Duitse militaire begraafplaats in Weeze is een militaire begraafplaats in Noordrijn-Westfalen, Duitsland. Op de begraafplaats liggen omgekomen Duitse militairen uit de Tweede Wereldoorlog.

## Begraafplaats
Op de begraafplaats rusten 2004 Duitse militairen. Ze kwamen allen om het leven tijdens de gevechten rondom Weeze in de eindfase van de oorlog.